# Letônia nos Jogos Olímpicos de Verão de 2008
A Letônia participou dos Jogos Olímpicos de Verão de 2008 em Pequim, na China. O país estreou nos Jogos em 1924 e esta foi a sua nona participação.

## Medalhas
| Atleta             | Esporte        | Evento                        | Medalha |
| ------------------ | -------------- | ----------------------------- | ------- |
| Māris Štrombergs   | Ciclismo       | BMX masculino                 | Ouro    |
| Ainārs Kovals      | Atletismo      | Lançamento de dardo masculino | Prata   |
| Viktors Ščerbatihs | Halterofilismo | Mais de 105 kg masculino      | Bronze  |

## Desempenho

### Atletismo
Masculino
| Atleta               | Prova                 | Elims.  | Elims. | Quartas     | Quartas     | Semifinal   | Semifinal   | Final        | Final            |
| Atleta               | Prova                 | Res.    | Pos.   | Res.        | Pos.        | Res.        | Pos.        | Res.         | Pos.             |
| -------------------- | --------------------- | ------- | ------ | ----------- | ----------- | ----------- | ----------- | ------------ | ---------------- |
| Ronalds Arājs        | 200 m                 | 21.22   | 46     | Não avançou | Não avançou | Não avançou | Não avançou | Não avançou  | Não avançou      |
| Dmitrijs Miļkevičs   | 800 m                 | 1:47.12 | 29     |             |             | Não avançou | Não avançou | Não avançou  | Não avançou      |
| Valērijs Žolnerovičs | 3000 m com obstáculos | 8:37.65 | 30     |             |             |             |             | Não avançou  | Não avançou      |
| Staņislavs Olijars   | 110 m com barreiras   | DNS     |        | Não avançou | Não avançou | Não avançou | Não avançou | Não avançou  | Não avançou      |
| Ingus Janevics       | 20 km marcha atlética |         |        |             |             |             |             | DNS          | --               |
| Ingus Janevics       | 50 km marcha atlética |         |        |             |             |             |             | 4:12:45      | 42               |
| Igors Kazakēvičs     | 50 km marcha atlética |         |        |             |             |             |             | 3:52:38 (PB) | 16               |
| Jānis Karlivāns      | Decatlo               |         |        |             |             |             |             | DNF          |                  |
| Māris Urtāns         | Arremesso de peso     | 19.57m  | 25     |             |             |             |             | Não avançou  | Não avançou      |
| Igors Sokolovs       | Arremesso de martelo  | 73.72m  | 19     |             |             |             |             | Não avançou  | Não avançou      |
| Ainārs Kovals        | Lançamento de dardo   | 80.15m  | 7      |             |             |             |             | 86.64 (PB)   | Medalha de prata |
| Ēriks Rags           | Lançamento de dardo   | 79.33m  | 13     |             |             |             |             | Não avançou  | Não avançou      |
| Vadims Vasiļevskis   | Lançamento de dardo   | 83.51m  | 1      |             |             |             |             | 81.32        | 9                |

Feminino
| Atleta         | Prova                 | Elims.      | Elims. | Quartas | Quartas | Semifinal   | Semifinal   | Final       | Final       |
| Atleta         | Prova                 | Res.        | Pos.   | Res.    | Pos.    | Res.        | Pos.        | Res.        | Pos.        |
| -------------- | --------------------- | ----------- | ------ | ------- | ------- | ----------- | ----------- | ----------- | ----------- |
| Inna Poluškina | 3000 m com obstáculos | 10:18.60    | 45     |         |         |             |             | Não avançou | Não avançou |
| Ieva Zunda     | 400 m com barreiras   | 57.43       | 21     |         |         | Não avançou | Não avançou | Não avançou | Não avançou |
| Jolanta Dukure | 20 km marcha atlética |             |        |         |         |             |             | 1:41:03     | 41          |
| Aiga Grabuste  | Heptatlo              |             |        |         |         |             |             | 6050 pts.   | 19          |
| Ineta Radēviča | Salto em distância    | DNS[a]      | --     |         |         |             |             | Não avançou | Não avançou |
| Sinta Ozoliņa  | Lançamento de dardo   | 60.13m (NR) | 12     |         |         |             |             | 53.38       | 11          |

- a  Ineta Radēviča não competiu pois engravidou antes da competição.

### Basquetebol
Feminino
| Equipe | Fase de grupos                                                                                                 | Fase de grupos | Quartas de final       | Semifinal              | Final                  | Pos. |
| Equipe | Adversário e resultado                                                                                         | Pos.           | Adversário e resultado | Adversário e resultado | Adversário e resultado | Pos. |
| --- | --- | -------------- | ---------------------- | ---------------------- | ---------------------- | ---- |
| Elīna Babkina Gunta Baško Aija Brumermane Anda Eibele Zane Eglīte Liene Jansone Anete Jēkabsone-Žogota Dita Krumberga Ieva Kubliņa Aija Putniņa Zane Tamane Ieva Tāre | RUS Rússia D 57-62 BLR Bielorrússia D 57-79 BRA Brasil V 79-78 AUS Austrália D 73-96 KOR Coreia do Sul V 72-68 | 5º (Gr. A)     | Não avançou            | Não avançou            | Não avançou            | 9º   |

### Canoagem Velocidade
Masculino
| Atleta                         | Provas     | Elims.   | Elims. | Semifinais | Semifinais | Final       | Final       |
| Atleta                         | Provas     | Tempo    | Pos.   | Tempo      | Pos.       | Tempo       | Pos.        |
| ------------------------------ | ---------- | -------- | ------ | ---------- | ---------- | ----------- | ----------- |
| Miķelis Ežmalis                | C-1 500 m  | 1:54.890 | 6      | 1:56.907   | 6          | Não avançou | Não avançou |
| Miķelis Ežmalis                | C-1 1000 m | 4:13.777 | 4      | 4:16.820   | 9          | Não avançou | Não avançou |
| Krists Straume Kristaps Zaļupe | K-2 500 m  | 1:31.020 | 4      | 1:32.649   | 4          | Não avançou | Não avançou |
| Krists Straume Kristaps Zaļupe | K-2 1000 m | 3:23.198 | 5      | 3:23.408   | 1          | 3:19.387    | 8           |

### Ciclismo BMX
Masculino
| Atleta           | TT     | TT   | Quartas | Quartas | Semifinais  | Semifinais  | Final       | Final           |
| Atleta           | Tempo  | Pos. | Pontos  | Pos.    | Pontos      | Pos.        | Tempo       | Pos.            |
| ---------------- | ------ | ---- | ------- | ------- | ----------- | ----------- | ----------- | --------------- |
| Ivo Lakučs       | 36.509 | 16   | 21      | 8       | Não avançou | Não avançou | Não avançou | Não avançou     |
| Artūrs Matisons  | 36.072 | 4    | 6       | 2       | 22          | 7           | Não avançou | Não avançou     |
| Māris Štrombergs | 35.910 | 2    | 7       | 1       | 3           | 1           | 36.190      | Medalha de ouro |

### Ciclismo Estrada
Masculino
| Atleta              | Prova                    | Tempo              | Pos. |
| ------------------- | ------------------------ | ------------------ | ---- |
| Raivis Belohvoščiks | Corrida em estrada       | DNF                | DNF  |
| Raivis Belohvoščiks | Estrada contra o relógio | 1:08:54 (+0:06:43) | 35º  |
| Gatis Smukulis      | Corrida em estrada       | 6:36:48 (+0:12:59) | 67º  |

### Halterofilismo
Masculino
| Atleta             | Prova         | Arranque | Arranque | Arremesso | Arremesso | Total | Pos.              |
| Atleta             | Prova         | Res.     | Pos.     | Res.      | Pos.      | Total | Pos.              |
| ------------------ | ------------- | -------- | -------- | --------- | --------- | ----- | ----------------- |
| Viktors Ščerbatihs | Mais de 105kg | 206      | 3º       | 242       | 3º        | 448   | Medalha de bronze |

### Judô
Masculino
| Atleta              | Categ. | Preliminar             | Fase de 32                     | Fase de 16             | Quartas                | Semifinais             | Repescagem 1ª fase     | Repescagem Quartas     | Repescagem Semifinais  | Final                  |
| Atleta              | Categ. | Adversário e resultado | Adversário e resultado         | Adversário e resultado | Adversário e resultado | Adversário e resultado | Adversário e resultado | Adversário e resultado | Adversário e resultado | Adversário e resultado |
| ------------------- | ------ | ---------------------- | ------------------------------ | ---------------------- | ---------------------- | ---------------------- | ---------------------- | ---------------------- | ---------------------- | ---------------------- |
| Vsevolods Zeļonijs  | −73kg  |                        | POL K. Wiłkomirski D 0010-0020 | Não avançou            | Não avançou            | Não avançou            | Não avançou            | Não avançou            | Não avançou            | Não avançou            |
| Jevgeņijs Borodavko | −90kg  |                        | ITA R. Meloni D 0010-0100      | Não avançou            | Não avançou            | Não avançou            | Não avançou            | Não avançou            | Não avançou            | Não avançou            |

### Pentatlo moderno
Masculino
| Atleta            | Prova     | Tiro | Tiro | Tiro | Esgrima | Esgrima | Esgrima | Natação | Natação | Natação | Hipismo   | Hipismo | Hipismo | Corrida  | Corrida | Corrida | Total | Pos. |
| Atleta            | Prova     | Res. | PPM  | Pos. | Res.    | PPM     | Pos.    | Res.    | PPM     | Pos.    | Res.      | PPM     | Pos.    | Res.     | PPM     | Pos.    | Total | Pos. |
| ----------------- | --------- | ---- | ---- | ---- | ------- | ------- | ------- | ------- | ------- | ------- | --------- | ------- | ------- | -------- | ------- | ------- | ----- | ---- |
| Deniss Cerkovskis | Masculino | 184  | 1144 | 12   | 15-20   | 760     | 24      | 2:10.46 | 1236    | 29      | 71.75/112 | 1088    | 9       | 9:29.96  | 1124    | 13      | 5352  | 11   |
| Jeļena Rubļevska  | Feminino  | 181  | 908  | 35   | 27-8    | 1048    | 2       | 2:22.94 | 1208    | 25      | 74.64/220 | 980     | 31      | 10:49.35 | 1124    | 18      | 5268  | 23   |

- PPM: Pontos de Pentatlo Moderno

### Natação
Masculino
| Atleta              | Prova           | Elims.  | Elims. | Semifinal   | Semifinal   | Final       | Final       |
| Atleta              | Prova           | Tempo   | Pos.   | Tempo       | Pos.        | Tempo       | Pos.        |
| ------------------- | --------------- | ------- | ------ | ----------- | ----------- | ----------- | ----------- |
| Andrejs Dūda        | 100 m borboleta | 55.20   | 59     | Não avançou | Não avançou | Não avançou | Não avançou |
| Andrejs Dūda        | 200 m medley    | 2:04.18 | 38     | Não avançou | Não avançou | Não avançou | Não avançou |
| Romāns Miloslavskis | 100 m livre     | 1:48.41 | 25     | Não avançou | Não avançou | Não avançou | Não avançou |
| Romāns Miloslavskis | 200 m livre     | 50.40   | 46     | Não avançou | Não avançou | Não avançou | Não avançou |

### Tênis
Masculino
| Atleta         | Prova   | Fase de 64                       | Fase de 32             | Fase de 16             | Quartas                | Semifinais             | Final                  |
| Atleta         | Prova   | Adversário e resultado           | Adversário e resultado | Adversário e resultado | Adversário e resultado | Adversário e resultado | Adversário e resultado |
| -------------- | ------- | -------------------------------- | ---------------------- | ---------------------- | ---------------------- | ---------------------- | ---------------------- |
| Ernests Gulbis | Simples | RUS N. Davydenko D 2-0 (6-4/6-2) | Não avançou            | Não avançou            | Não avançou            | Não avançou            | Não avançou            |

### Tiro
Masculino
| Atleta            | Prova       | Elim.  | Elim. | Final       | Final       | Pos. |
| Atleta            | Prova       | Placar | Pos.  | Placar      | Pos.        | Pos. |
| ----------------- | ----------- | ------ | ----- | ----------- | ----------- | ---- |
| Afanasijs Kuzmins | Tiro rápido | 565    | 17    | Não avançou | Não avançou | 17   |

### Voleibol de praia
Masculino
| Atleta                               | Fase de grupos | Fase de grupos | Oitavas de final                           | Quartas de final       | Semifinais             | Final                  |
| Atleta                               | Adversário e resultado | Pos.           | Adversário e resultado                     | Adversário e resultado | Adversário e resultado | Adversário e resultado |
| ------------------------------------ | --- | -------------- | ------------------------------------------ | ---------------------- | ---------------------- | ---------------------- |
| Mārtiņš Pļaviņš Aleksandrs Samoilovs | USA T. Rogers/P. Dalhausser V 2-0 (21-19, 21-18) ARG M. Conde/B. Baracetti D 0-2 (21-23, 19-21) SUI S. Heyer/P. Heuscher V 2-1 (21-17, 23-21, 15-13) | 1º (gr. B)     | AUT F. Gosch/A. Horst D 0-2 (17-21, 18-21) | Não avançou            | Não avançou            | Não avançou            |

Legenda
| Recorde mundial      | Recorde mundial (World record)               |                       | Recorde africano                      | Recorde africano (African) |                                           | Q | Classificado por posição (Qualified) |
| Recorde olímpico     | Recorde olímpico (Olympic record)            | Recorde da América    | Recorde da América (Americas)         | q                          | Classificado por melhor tempo (Qualified) |   |                                      |
| Melhor marca do ano  | Melhor marca do ano (World leading)          | Recorde asiático      | Recorde asiático (Asian)              | DNS                        | Não largou (Did not start)                |   |                                      |
| Recorde nacional     | Recorde nacional (National record)           | Recorde europeu       | Recorde europeu (European)            | DNF                        | Não terminou (Did not finish)             |   |                                      |
| Recorde pessoal      | Recorde pessoal do atleta (Personal best)    | Recorde da Oceania    | Recorde da Oceania (Oceania)          | DSQ / DQ                   | Desclassificado (Disqualified)            |   |                                      |
| Recorde da temporada | Recorde da temporada do atleta (Season best) | Recorde sul-americano | Recorde sul-americano (South America) | NM                         | Sem marca (No mark)                       |   |                                      |